# Amphioplus rhadinobrachius
Amphioplus rhadinobrachius is een slangster uit de familie Amphiuridae.
De wetenschappelijke naam van de soort werd in 1911 gepubliceerd door Hubert Lyman Clark.